# CENPL
CENPL (англ. Centromere protein L) – білок, який кодується однойменним геном, розташованим у людей на короткому плечі 1-ї хромосоми.  Довжина поліпептидного ланцюга білка становить 344 амінокислот, а молекулярна маса — 38 998.
| 10         |  | 20         |  | 30         |  | 40         |  | 50         |
| ---------- |  | ---------- |  | ---------- |  | ---------- |  | ---------- |
| MDSYSAPEST |  | PSASSRPEDY |  | FIGATPLQKR |  | LESVRKQSSF |  | ILTPPRRKIP |
| QCSQLQEDVD |  | PQKVAFLLHK |  | QWTLYSLTPL |  | YKFSYSNLKE |  | YSRLLNAFIV |
| AEKQKGLAVE |  | VGEDFNIKVI |  | FSTLLGMKGT |  | QRDPEAFLVQ |  | IVSKSQLPSE |
| NREGKVLWTG |  | WFCCVFGDSL |  | LETVSEDFTC |  | LPLFLANGAE |  | SNTAIIGTWF |
| QKTFDCYFSP |  | LAINAFNLSW |  | MAAMWTACKM |  | DHYVATTEFL |  | WSVPCSPQSL |
| DISFAIHPED |  | AKALWDSVHK |  | TPGEVTQEEV |  | DLFMDCLYSH |  | FHRHFKIHLS |
| ATRLVRVSTS |  | VASAHTDGKI |  | KILCHKYLIG |  | VLAYLTELAI |  | FQIE       |

A: Аланін

C: Цистеїн

D: Аспарагінова кислота

E: Глутамінова кислота

F: Фенілаланін

G: Гліцин

H: Гістидин

I: Ізолейцин

K: Лізин

L: Лейцин

M: Метіонін

N: Аспарагін

P: Пролін

Q: Глутамін

R: Аргінін

S: Серин

T: Треонін

V: Валін

W: Триптофан

Кодований геном білок за функцією належить до фосфопротеїнів. 
Задіяний у таких біологічних процесах як поліморфізм, альтернативний сплайсинг. 
Локалізований у ядрі, хромосомах, центромерах.